# Zimmerius improbus
El mosquerito serrano o atrapamoscas de serranías (Zimmerius improbus), también denominado tiranuelo de Venezuela (en Colombia) o atrapamoscas andino  (en Venezuela), es una especie de ave paseriforme de la familia Tyrannidae perteneciente al género Zimmerius, anteriormente tratado como un grupo de subespecies de Zimmerius vilissimus. Es nativo del extremo norte de América del Sur.

## Distribución y hábitat
Se distribuye por regiones serranas del noreste de Colombia y noroeste de Venezuela.
Esta especie es considerada común en sus hábitats naturales: el dosel y los bordes de selvas y bosques montanos principalmente entre los 1200 y los 2400 m de altitud.

## Sistemática

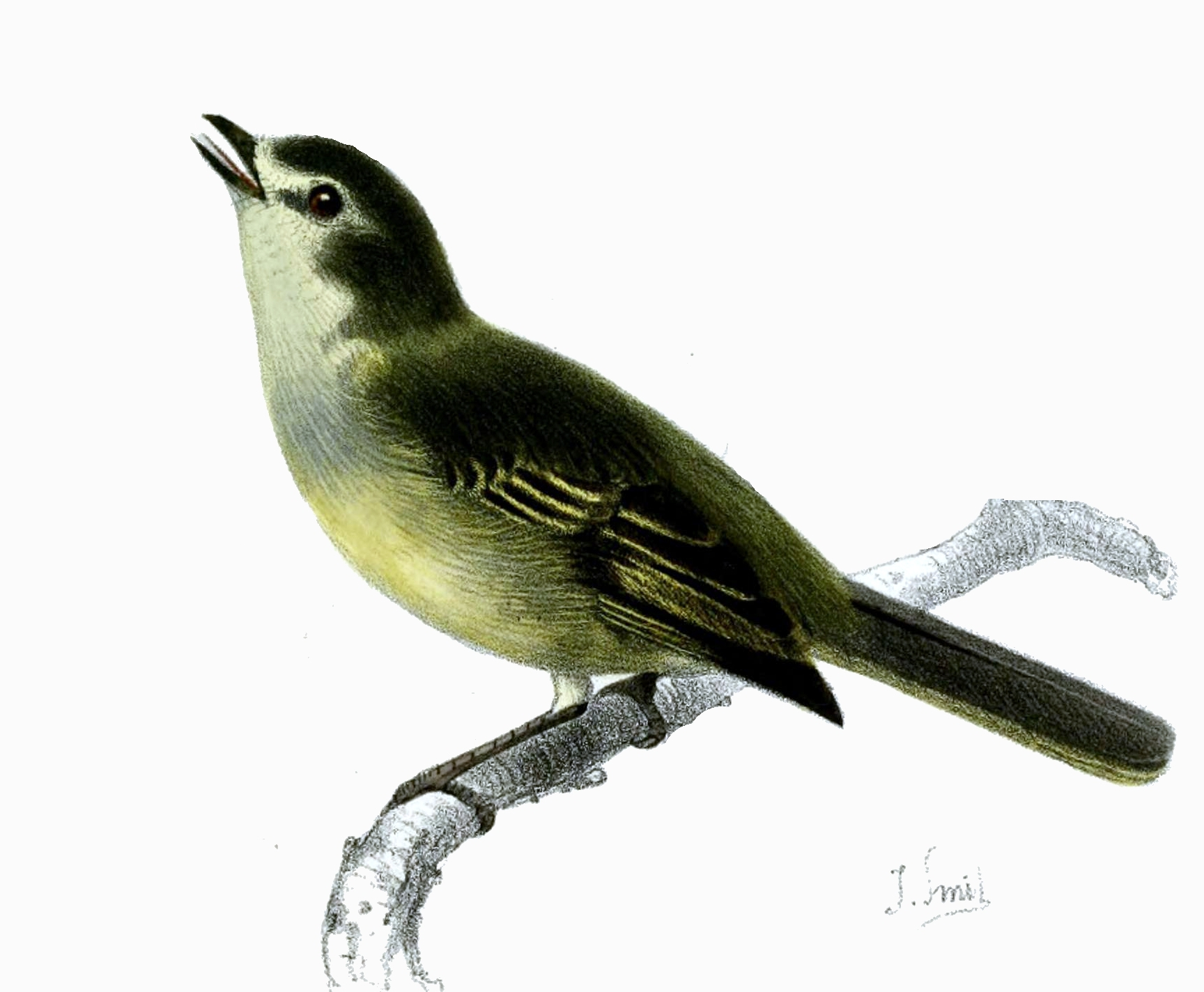
Tyranniscus improbus, ilustración de Smit para Proceedings of the Zoological Society of London, 1870.

### Descripción original
La especie Z. improbus fue descrita por primera vez por los zoólogos británicos Philip Lutley Sclater y Osbert Salvin en 1871 bajo el nombre científico Tyranniscus improbus, la localidad tipo es «Mérida, Venezuela.»

### Etimología
El nombre genérico masculino «Zimmerius» conmemora al ornitólogo estadounidense John Todd Zimmer (1889-1957); y el nombre de la especie «improbus», en latín significa ‘inferior’.

### Taxonomía
Las entonces subespecies Zimmerius vilissimus improbus, Z. vilissimus petersi y Z. vilissimus parvus fueron consideradas como especies separadas de Z. vilissimus siguiendo a varios autores, como Ridgely & Tudor 1994; Hilty 2003 y Fitzpatrick 2004, con base en diferencias morfológicas, de vocalización, de hábitat, y con soporte de genética molecular de Rheindt et al (2013) y Rheindt et al (2014). El Comité de Clasificación de Sudamérica (SACC) que había rechazado esta separación objeto de la propuesta N° 441, finalmente aprobó dicha separación en la Propuesta N° 741. La separación fue adoptada por las principales clasificaciones.
Las relaciones filogenéticas indican que las poblaciones de la Serranía del Perijá y de la Sierra Nevada de Santa Marta podrían tratarse cada una de subespecies diferentes.

### Subespecies
Según las clasificaciones del Congreso Ornitológico Internacional (IOC) y Clements checklist/eBird se reconocen dos subespecies, con su correspondiente distribución geográfica:
- Zimmerius improbus improbus (P.L. Sclater & Salvin, 1871) - norte de Colombia (norte de Santander) y noroeste de Venezuela (Táchira, Mérida, Barinas).
- Zimmerius improbus tamae (Phelps, Sr & Phelps, Jr, 1954) - norte de Colombia (Sierra Nevada de Santa Marta) y oeste de Venezuela (Serranía de Perijá y páramo de Tamá, en Táchira).